# Igor Bojew
Igor Iwanowicz Bojew (ros. Игорь Иванович Боев, ur. 22 listopada 1989 w Woroneżu) – rosyjski kolarz szosowy.

## Osiągnięcia
Opracowano na podstawie:

2007
- 1. miejsce na 5. etapie Tour de la Région de Lodz

2011
- 2. miejsce w Baltic Chain Tour

2012
- 3. miejsce w La Roue Tourangelle
- 1. miejsce w Grand Prix de la ville de Nogent-sur-Oise
- 1. miejsce na 3. etapie Circuit des Ardennes (jazda drużynowa na czas)
- 1. miejsce na 2. etapie Tour du Loir-et-Cher
- 1. miejsce w Mayor Cup
- 1. miejsce w Five Rings of Moscow
  - 1. miejsce na 3. etapie
- 1. miejsce w mistrzostwach Rosji (kryterium uliczne)

2014
- 1. miejsce w klasyfikacji punktowej Grand Prix of Adygeya
  - 1. miejsce na 2. i 5. etapie
- 2. miejsce w Memorial of Oleg Dyachenko
- 1. miejsce w klasyfikacji punktowej Five Rings of Moscow
  - 1. miejsce na 2. i 4. etapie
- 1. miejsce w klasyfikacji górskiej Tour of Kavkaz
  - 1. miejsce na 2. etapie

## Rankingi
| Rok             | 2012 | 2013 | 2014 | 2015 | 2016 | 2017  | 2018  | 2019  |
| --------------- | ---- | ---- | ---- | ---- | ---- | ----- | ----- | ----- |
| World Ranking   |      |      |      |      | 747. | 1059. | 2336. | 1879. |
| UCI Europe Tour | 60.  | 997. | 137. | -    | 465. | 672.  | -     | 1239. |
| UCI Asia Tour   | -    | -    | 259. | -    | -    | -     | -     |       |
|                 |      |      |      |      |      |       |       |       |
| Źródło: UCI     |      |      |      |      |      |       |       |       |